# Garry Shider
Garry Marshall Shider (n. 24 iulie 1953 – d. 16 iunie 2010) a fost un muzician și chitarist american. A fost directorul muzical al P-Funk All Stars pentru o mare parte a istoriei acestora. Este membru al Rock and Roll Hall of Fame, fiind inclus în 1997 împreună cu alți cincisprezece membrii ai Parliament-Funkadelic.